# 桑托氏兔脂鯉
桑托氏兔脂鯉，為輻鰭魚綱脂鯉目脂鯉亞目上口脂鯉科的其中一個種，分布於南美洲巴西托坎廷斯河下游流域，體長可達13.5公分，棲息在底中層的水域，生活習性不明。